# تسوتومو نيهي
تسوتومو نيهي (مواليد 26 فبراير 1971) هو مانغاكا ياباني، أشتهر لتأليفه بلام! وفرسان سيدونيا.

## روابط خارجية
- تسوتومو نيهي على موقع IMDb (الإنجليزية)
- تسوتومو نيهي على موقع ديسكوغز (الإنجليزية)
- تسوتومو نيهي على موقع قاعدة بيانات الفيلم (الإنجليزية)
- تسوتومو نيهي على موقع ANN person (الإنجليزية)